# Cantons de les Costes d'Armor

Cantons i districtes de Costes d'Armor

Els Cantons de les Costes d'Armor (Bretanya), del 1982 fins al 2015 eren 52 i s'agrupaven en quatre districtes:
- Districte de Dinan (12 cantons - sotsprefectura: Dinan) :
cantó de Broons - cantó de Caulnes - cantó de Collinée - cantó de Dinan-Est - cantó de Dinan-Ouest - cantó d'Évran - cantó de Jugon-les-Lacs - cantó de Matignon - cantó de Merdrignac - cantó de Plancoët - cantó de Plélan-le-Petit - cantó de Ploubalay

- Districte de Guingamp (12 cantons - sotsprefectura: Guingamp) :
cantó de Bégard - cantó de Belle-Isle-en-Terre - cantó de Bourbriac - cantó de Callac - cantó de Gouarec - cantó de Guingamp - cantó de Maël-Carhaix - cantó de Mûr-de-Bretagne - cantó de Plouagat - cantó de Pontrieux - cantó de Rostrenen - cantó de Saint-Nicolas-du-Pélem

- Districte de Lannion (7 cantons - sotsprefectura: Lannion) :
cantó de Lannion - cantó de Lézardrieux - cantó de Perros-Guirec - cantó de Plestin-les-Grèves - cantó de Plouaret - cantó de la Roche-Derrien - cantó de Tréguier

- Districte de Saint-Brieuc (21 cantons - prefectura: Saint-Brieuc) :
cantó de Châtelaudren - cantó de la Chèze - cantó de Corlay - cantó d'Étables-sur-Mer - cantó de Lamballe - cantó de Langueux - cantó de Lanvollon - cantó de Loudéac - cantó de Moncontour (Côtes-d'Armor) - cantó de Paimpol - cantó de Pléneuf-Val-André - cantó de Plérin - cantó de Plœuc-sur-Lié - cantó de Ploufragan - cantó de Plouguenast - cantó de Plouha - cantó de Quintin - cantó de Saint-Brieuc-Nord - cantó de Saint-Brieuc-Ouest - cantó de Saint-Brieuc-Sud - cantó d'Uzel

L'any 2015 va entrar en vigor una redistribució cantonal, resultant-ne els següents 27 cantons:
Bégard, Broons, Callac, Dinan, Guingamp, Lamballe, Lannion, Lanvallay, Loudéac, Mûr-de-Bretagne, Paimpol, Perros-Guirec, Plaintel, Plancoët, Plélo, Plénée-Jugon, Pléneuf-Val-André, Plérin, Pleslin-Trigavou, Plestin-les-Grèves, Ploufragan, Plouha, Rostrenen, Saint-Brieuc-1, Saint-Brieuc-2, Trégueux, i Tréguier.